# Hypericum psilophytum
Hypericum psilophytum är en johannesörtsväxtart som först beskrevs av Friedrich Ludwig Diels, och fick sitt nu gällande namn av René Charles Maire. Hypericum psilophytum ingår i släktet johannesörter, och familjen johannesörtsväxter. Inga underarter finns listade i Catalogue of Life.